# Nagymuncsel
Nagymuncsel (románul: Muncelu Mare) falu Romániában, Erdélyben, Hunyad megyében.

## Fekvése
A Ruszka-havas hegységben, enyhe lejtésű domboldalon, Dévától 29 kilométerre délnyugatra fekszik.

## Nevének eredete
A 'kis hegy' jelentésű román muncel szóból való. Először 1491-ben, Naghmonchel alakban említették.

## Története
Egykor az Erdőhátság központjának tekintették. Az 1760-as évekig a dévai, aztán a vajdahunyadi kincstári uradalomhoz tartozott. Lakói 1818-ban bánya- és mezei napszámmal tartoztak az uradalomnak.
1850-ben 265 lakosából 260 volt román és öt cigány nemzetiségű; valamennyien ortodox vallásúak.
2002-ben 44 román lakosából 39 volt ortodox vallású.

## Látnivalók
- Ortodox fatemploma 1762-ben épült.

## Híres emberek
- A Bánát felé menekülve, 1849. augusztus 18-án a kincstári erdőőr csűrjében szállt meg Bem József.